# Quaderns Crema
Quaderns Crema es una empresa editorial española nacida en Barcelona —donde tiene su sede— en 1979 y que edita en catalán.

## Historia
Fundada por Jaume Vallcorba Plana, la línea editorial combina prosa y poesía, autores catalanes en catalán y otros autores traducidos al catalán, con una especial atención a los clásicos (por ejemplo, Honoré de Balzac, Dante, Edgar Allan Poe, Fernando Pessoa o León Tolstói). Presta especial atención a los autores catalanes (Bernat Metge o J.V. Foix). Desde esta editorial se dieron a conocer autores que, con el paso del tiempo, han sido premiados y/o populares dentro de la literatura catalana, como Quim Monzó y Sergi Pàmies.
En 1999 la editorial fundó la contraparte en español, la editorial Acantilado, también con sede en Barcelona. En su catálogo se pueden encontrar obras traducidas al español de Marc Fumaroli, Stefan Zweig, Joseph Roth, Louise Labé, G. K. Chesterton, Igor Stravinsky, Arnold Schoenberg o Emil Ludwig.
Desde 2014, Sandra Ollo dirige la editorial Acantilado y Quaderns Crema.